# Polvo à galega

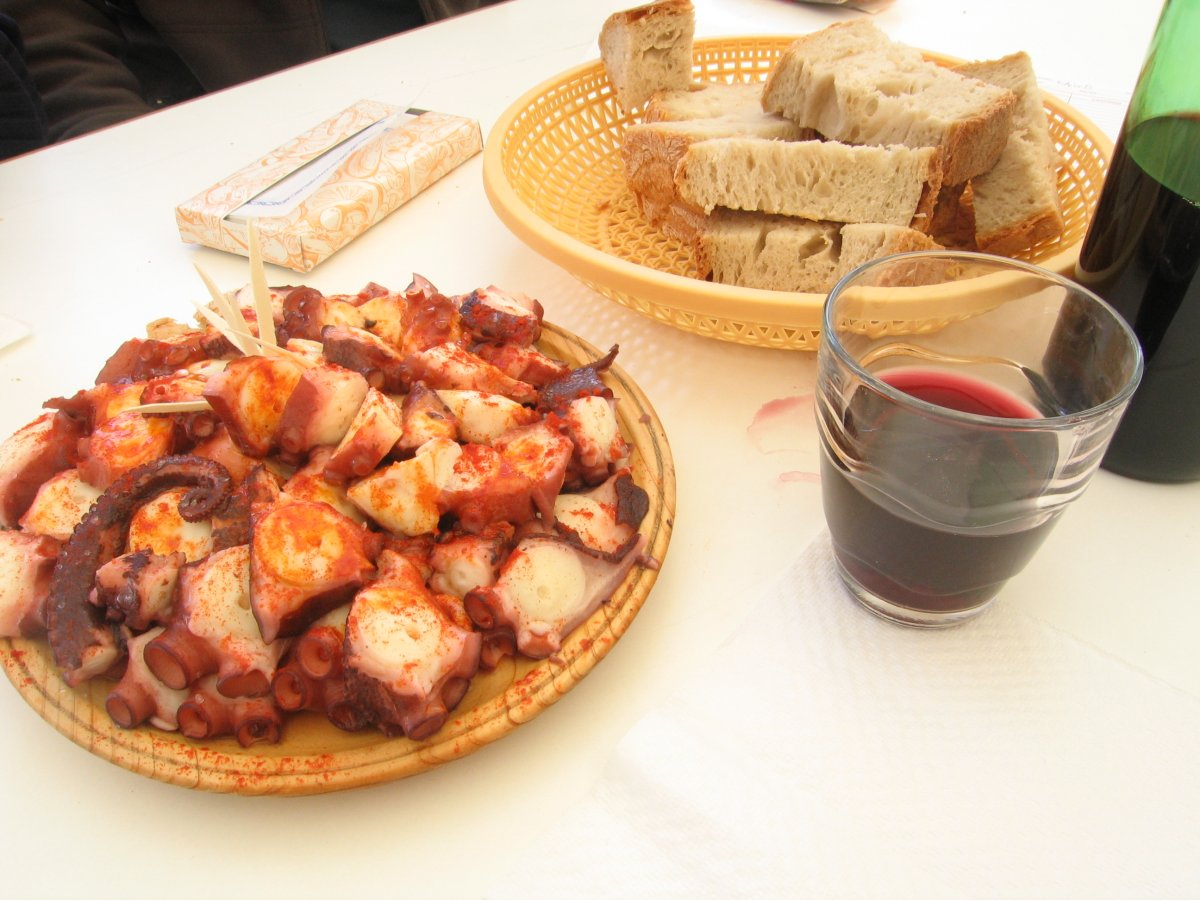
Polvo à galega, acompanhado com pão e vinho.

Polvo à galega (em galego polbo á feira) é um prato típico da Galiza. Consiste em polvo cozido inteiro, servido com sal, azeite e páprica. O nome polvo à feira deriva de se tratar de uma iguaria tradicional nas feiras e romarias da região, nas quais é servida em pratos de madeira (mais leves para transportar e que mantêm melhor o polvo quente), ainda que estes tenham tendência para desaparecer, por motivos de higiene.
Após a cozedura, o polvo é cortado em rodelas de cerca de 1 cm de grossura, sendo servido polvilhado com páprica e sal grosso e regado com azeite. 

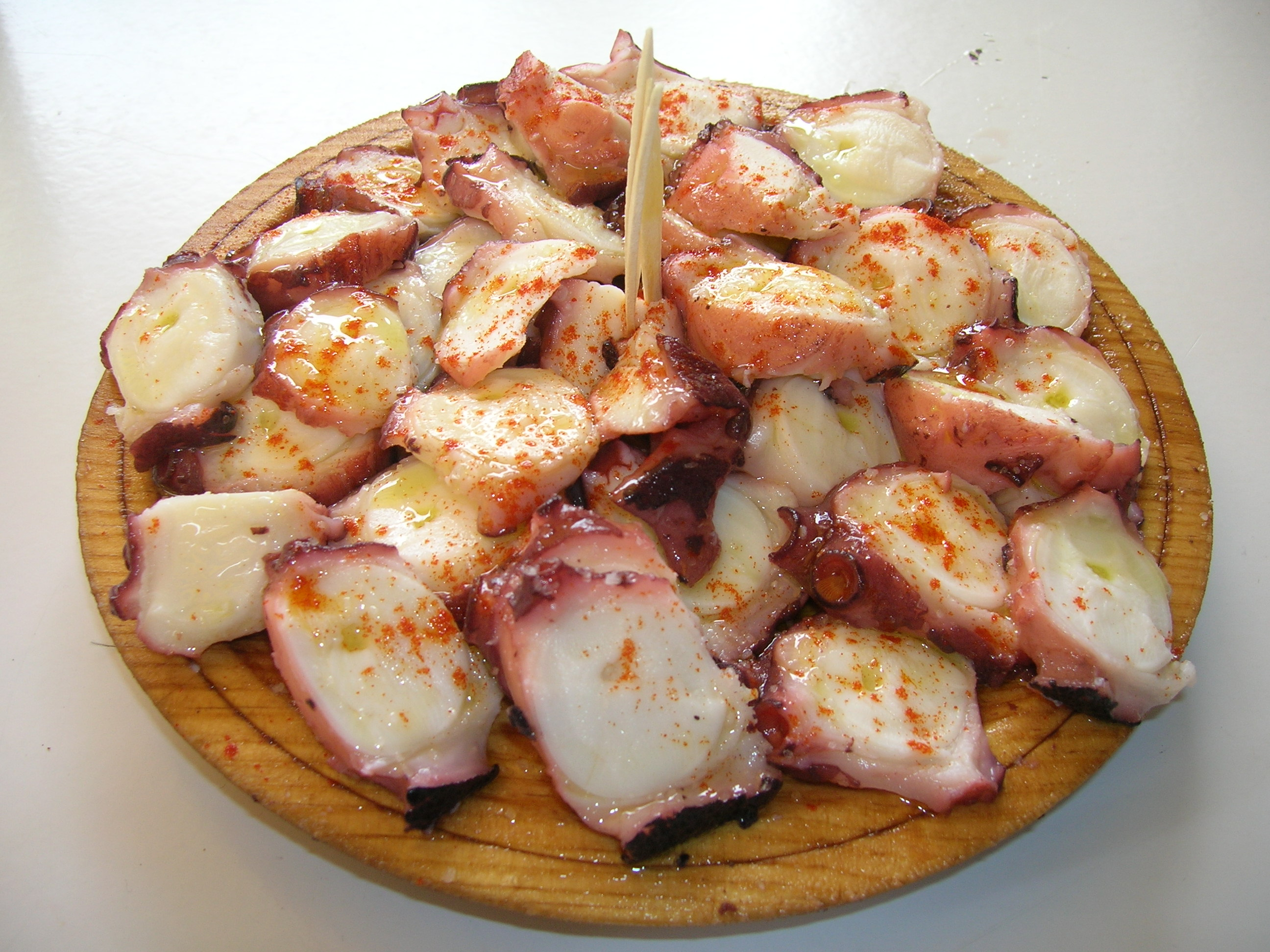
Polvo à galega.

Tradicionalmente, o polvo à galega é consumido com palitos, Por vezes, é acompanhado por batatas cozidas na própria água do polvo. Estas batatas adquirem uma tonalidade rosada.
A preparação do polvo nas feiras e romarias era realizada por mulheres chamadas "polbeiras" (em galego). Nas vilas e cidades galegas, os locais especializados na venda deste prato também se chamam "polbeiras". Os pescadores de polvos são chamados "polbeiros".
Era um prato muito comum numa época em que os transportes eram muito lentos e o peixe fresco só estava disponível perto da costa. Apesar desta dificuldade, o polvo seco chegava a todas partes da região (assim como o bacalhau ou o congro secos). Na Argentina, em particular na região central, é também frequente consumir este prato durante a semana santa. Em Portugal é, por vezes, possível encontrar este prato em latas de conserva, à venda em supermercados.